# Wujing zongyao
Das Wujing zongyao (chinesisch 武經總要 / 武经总要, Pinyin Wǔjīng zǒngyào, W.-G. Wu-ching tsung-yao – „Sammlung der wichtigsten Militärtechniken“) ist ein 1044 von Zeng Gongliang (曾公亮) mit Unterstützung von Ding Du (丁度) und Yang Weide (楊惟德) erstelltes Werk über die wichtigsten Militärtechniken der damaligen Zeit.
Das Werk umfasst alle in der frühen Song-Zeit verwendeten Waffenarten. Aufgeteilt ist es in 40 Kapitel, die in zwei gleich große Abschnitte zu je 20 Kapiteln unterteilt sind. Während der zweite Teil hauptsächlich mit der Aufzeichnung historischer Schlachten besteht, sind im ersten Teil Kapitel über Waffen- (unter anderem repetierfähige Armbrüste, Katapulte, Bomben) und Militärgattungen (Pikeniere, Kavallerie, Kommunikationseinheiten) aufgeführt.
In dem Werk wurde zum ersten Mal eine Rezeptur für Schwarzpulver aufgeführt. Anwendung fand es in Flammenwerfern, Sprengkugeln und Rauchbomben.
Die Schriften wurden zunächst geheim gehalten, da sie Militärgeheimnisse enthielten, zum ersten Mal gedruckt wurden sie im frühen 15. Jahrhundert. Die älteste erhaltene Version stammt aus dem Jahr 1510. Es ist daher möglich, dass einige Passagen nachträglich geändert worden sind bzw. Ergänzungen vorgenommen wurden. Einige der beschriebenen Militärformationen beurteilt Joseph Needham als "eher fantastisch", sie "blieben wohl eher auf dem Papier."